# Gynoplistia (Gynoplistia) moanae
Gynoplistia (Gynoplistia) moanae is een tweevleugelige uit de familie steltmuggen (Limoniidae). De soort komt voor in het Australaziatisch gebied.